# Ricky Shayne
Ricky Shayne (Caïro, 4 juni 1944 – Berlijn, 8 november 2024) was een Libanees/Franse schlagerzanger, die ook in Duitsland succesvol was.

## Carrière
Het tieneridool Ricky Shayne, zoon van een Libanese vader en een Franse moeder, groeide op in Libanon en kwam op 15-jarige leeftijd met zijn moeder naar Parijs, waar hij twee jaar zang studeerde.
Ricky Shayne vestigde zich later in Italië, waar hij zijn eerste successen als zanger had. In 1965 scoorde hij daar een top tien hit met Uno dei Mods. Hij kreeg een gouden plaat voor Stanotte.
Hij kwam naar Duitsland door zijn deelname aan de speelfilm Siebzehn Jahr, blondes Haar in 1966 met Udo Jürgens. Hier nam hij in 1967 zijn eerste Duitse plaat Ich sprenge alle Ketten op, die meteen in de hitlijsten kwam. Giorgio Moroder en Michael Holm, die twee jaar later hun doorbraak beleefden, maakten de muziek en teksten. Ricky Shayne is ook een tienerfavoriet geworden vanwege zijn uiterlijk.
In 1969 verwierven ook andere nummers van Shayne een plaats in de middelste regionen van de hitlijsten, waaronder Das hat die Welt noch nicht gesehn, Es wird ein Bettler zum König en Ich mache keine Komplimente. In 1971 kwamen eindelijk Shayne's grootste successen. Hij nam het nummer Mamy Blue van The Pop Tops op in het Duits en Engels. Met beide versies wist hij meerdere hitlijsten te halen en hij kwam in de ZDF Hitparade op nummer 1. In hetzelfde jaar speelde hij in de filmkomedie Hurra, wir sind mal wieder Junggesellen! de hippie Ricci Sporetti.
De volgende opnamen waren slechts respectabele successen en Ricky Shayne was jarenlang niet meer op het poppodium te zien. Hij speelde echter in de aflevering Calcutta uit 1975 van de tv-misdaadserie Derrick. Daarna emigreerde hij naar de Verenigde Staten om daar een nieuwe carrière te beginnen. Later was hij af en toe te zien en te horen in verschillende oldieprogramma's op de Duitse televisie.
In 1989 maakte hij een kleine comeback toen hij het nummer Once I'm Gonna Stay Forever met Dieter Bohlen opnam voor de ZDF-serie Rivalen der Rennbahn. Het nummer werd zowel als single als op het soundtrackalbum voor de serie uitgebracht. De soundtrack werd het meest succesvolle album voor een Duitse televisieserie. Naast de single nam Ricky Shayne een alternatieve versie op van het nummer Samuraj, oorspronkelijk geschreven door Nino de Angelo.

## Privéleven
Shayne was getrouwd sinds de jaren 1980 en heeft drie kinderen met zijn vrouw. In 1984 verkochten Shayne en zijn vrouw kleding die ze zelf hadden ontworpen in een winkel in Düsseldorf. Shayne runde ondertussen een drankkiosk in de Düsseldorfse wijk Flingern, die hij in 2010 na anderhalf jaar weer opgaf. Shayne schilderde en tekende als hobby. In 2009 had hij een grafische tentoonstelling in Düsseldorf, getiteld Ricky Shayne. The Outsider.

## Discografie

### Singles
- 1967: Ich sprenge alle Ketten
- 1969: Ich mache keine Komplimente
- 1969: Es wird ein Bettler zum König
- 1971: In festen Händen
- 1969: In Chicago (In the ghetto)
- 1970: Glück im Spiel
- 1971: Ginny, komm näher
- 1971: Mamy Blue
- 1972: Delta Queen
- 1974: Jeder Tag bringt mich näher zu dir
- 1984: A Chi
- 1989: Once I'm Gonna Stay Forever (Soundtrack uit Rivalen der Rennbahn)

### Albums
- Shayne (blues-lp)

### LP's
- Mamy Blue (Engelse songs)
- Fantastic
- Bravo Lp
- Ricky Shayne
- Heut ist Vollmond
- Star-Disco
- King Ricky

## Onderscheidingen
- 1968, 1970: Bronzen Bravo Otto
- 1970: Goldener Löwe van Radio Luxemburg
- 1972: Zilveren Bravo Otto

- Bibliothèque nationale de France: cb14226721t (data)
- Gemeinsame Normdatei: 132117215
- International Standard Name Identifier: 0000 0000 2786 087X
- Library of Congress Control Number: no2006051240
- MusicBrainz: b5f0470e-c424-42b5-9cef-a8829564f2ab
- Virtual International Authority File: 1164050
- WorldCat: E39PBJmXJHq9g4fcDbFm6cjBfq